# Giuseppe Locatelli
Giuseppe Locatelli (Parma, 1914 – Alam Abu Hileiuat, 19 novembre 1940) è stato un militare italiano insignito della medaglia d'oro al valor militare alla memoria nel corso della seconda guerra mondiale.

## Biografia
Nacque a Parma nel 1914, figlio di Silvio e Angiolina Pampari.
Conseguito il diploma in ragioneria nel 1932 presso l'Istituto tecnico "A. Secchi" di Reggio Emilia nello stesso anno fu ammesso a frequentare la Regia Accademia Militare di Fanteria e Cavalleria di Modena da cui uscì con il grado di sottotenente in servizio permanente effettivo dell'arma di fanteria, specialità bersaglieri, nel settembre 1934. Assegnato al 6º Reggimento bersaglieri, dopo il corso di applicazione d'arma, nel marzo 1936 fu trasferito al Reggimento carri armati dove fu promosso tenente nell'ottobre successivo. Trasferito a domanda nel Regio corpo truppe coloniali della Somalia italiana e sbarcato a Mogadiscio il 5 novembre 1936, partecipò per oltre due anni alle operazioni di grande polizia coloniale svoltesi in Africa Orientale Italiana. Rientrato in Italia nell'aprile 1939, fu prima destinato al 3º Reggimento fanteria carrista con il quale prese parte alle operazioni di guerra sul fronte occidentale e poi, dal 27 giugno 1940, al 4º Reggimento carri. Assunto il comando della 1ª Compagnia carri M11/39 partì pochi giorni dopo da Napoli per l'Africa Settentrionale Italiana. Cadde in combattimento ad Alam Abu Hileiuat il 19 novembre 1940, e fu successivamente insignito della medaglia d'oro al valor militare alla memoria.